# Miriam Dell
Miriam Dell, född 1924, död 2022, var en nyzeeländsk feminist. 
Hon var utbildad botaniker och arbetade som lärare. 
Hon var ordförande för National Council of Women of New Zealand 1970–1974. Som sådan satt hon i en statlig utredning som 1972 säkrade lika lön för lika arbete på Nya Zeeland. 
Hon var styrelseledamot från 1976 och ordförande för International Council of Women 1979–1986. 
Hon grundade 1984 Ministry of Women, som blev ett rådgivande organ i jämställdhetsfrågor till Nya Zeelands regering. 